# Djuptjärnen (Norra Finnskoga socken, Värmland)
Djuptjärnen är en sjö i Torsby kommun i Värmland och ingår i Göta älvs huvudavrinningsområde.